# Chianti Classico (vino)
Il Chianti Classico è un vino a DOCG prodotto in Toscana.

## Zona di produzione

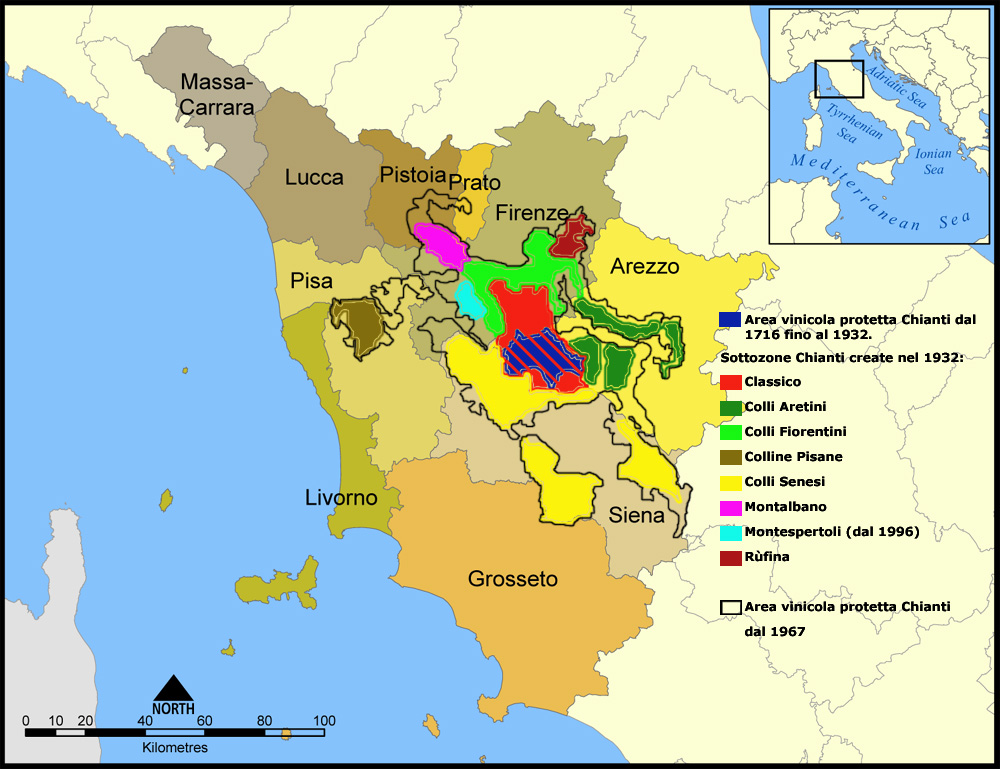
Evoluzione della zona di produzione dei vini Chianti che include anche le sottozone del Chianti DOCG (cliccare per ingrandire)

Si estende per 71 800 ettari. È situata al centro della Regione Toscana e comprende parte del territorio delle province di Siena (41 400 ettari) e Firenze (30 400 ettari), comprendendo per intero i comuni di Castellina in Chianti, Gaiole in Chianti, Greve in Chianti, Radda in Chianti e in parte quelli di Barberino Tavarnelle, Castelnuovo Berardenga, Poggibonsi e San Casciano in Val di Pesa.
All'interno della zona di produzione rientrano anche i territori originari di produzione del vino Chianti: Castellina in Chianti, Radda in Chianti, Gaiole in Chianti in Provincia di Siena; parte del Comune di Greve in Chianti (lega della Val di Greve).
La zona vinicola è circondata dalla zona dell'altro DOCG del vino Chianti, il Chianti.

## Vitigni con cui è consentito produrlo
- Sangiovese 80-100%
- altri vitigni a bacca rossa, idonei alla coltivazione nella Regione Toscana, fino ad un massimo del 20%.

## Tecniche produttive
Sono idonei unicamente i vigneti di giacitura collinare e orientamento adatti, i cui terreni, situati a un'altitudine non superiore a 700 metri, sono costituiti in prevalenza da substrati arenacei, calcareo marnosi, da scisti argillosi, da sabbie e ciottolami.
Sono da considerarsi inadatti i vigneti situati in terreni umidi, su fondi valle e infine i terreni a predominanza di argilla pliocenica e comunque fortemente argillosi.
I nuovi impianti e i reimpianti dovranno avere una densità non inferiore ai 4 400 ceppi/ettaro.
È vietata ogni forma di allevamento su tetto orizzontale, tipo tendone. Le forme di allevamento tradizionali sono rappresentate dal guyot, da una sua derivazione denominata "archetto toscano" e dal cordone speronato.
È vietata ogni pratica di forzatura, ma consentita l'irrigazione di soccorso.
Nella vinificazione è ammessa la tradizionale pratica enologica del governo all'uso Toscano, che consiste in una lenta rifermentazione del vino appena svinato con uve dei vitigni leggermente appassite.
Tutte le operazioni di vinificazione e imbottigliamento debbono essere effettuate nella zona DOCG, ma sono ammesse deroghe su preventiva autorizzazione.
Richiede un invecchiamento almeno fino al 1º ottobre dell'anno successivo alla vendemmia.

## Caratteristiche organolettiche
- limpidezza: limpido;
- colore: rubino che può divenire talvolta secondo l'origine intenso e profondo;
- odore: note floreali di mammole e giaggiolo unite a un tipico carattere di frutti rossi. Fini note speziate e balsamiche in alcune riserve e selezioni;
- sapore: armonico, asciutto (con un massimo di 4 g/l di zuccheri riduttori), sapido, buona tannicità che si affina col tempo al morbido vellutato;

Il Sangiovese, che compone prevalentemente il vino Chianti Classico, è un'uva molto sensibile ai fattori esterni e ha la peculiarità di interpretare perfettamente le caratteristiche di un suolo e modificare i propri profumi a seconda del terreno in cui nasce. Non a caso è solo in poche zone della Toscana che il Sangiovese riesce ad avere le sue migliori performance. Il Chianti Classico ha quindi il bouquet floreale di giaggiolo e mammola, proprio del terreno arenario di questa zona, che costituisce l'elemento organolettico caratterizzante, con aroma di frutti di bosco che gli derivano dalla componente calcarea.
Il clima, l'orografia collinare, la morfologia dei terreni determinano un ambiente luminoso particolarmente adatto alla corretta maturazione delle uve. Le temperature estive, elevate soprattutto nei mesi di luglio e agosto, l'ottima insolazione che permane nei mesi di settembre e anche ottobre, le escursioni termiche tra notte e giorno piuttosto elevate, consentono infatti alle uve di maturare lentamente e completamente, determinando le caratteristiche organolettiche e chimiche tipiche del Chianti Classico: in particolare, il colore, il bouquet, la gradazione alcolica. La resa di uva a ettaro, che l'esperienza dei viticoltori ha ricondotto a livelli bassi, agisce sull'uva determinando un livello di zuccheri compatibile con gradazioni alcoliche che generalmente non scendono al di sotto dei 12°.
Le tecniche di vinificazione possono essere diverse per i diversi vitigni, che generalmente vengono raccolti e vinificati inizialmente in maniera separata per consentire la massima espressione delle loro specifiche proprietà organolettiche.

## Informazioni sulla zona geografica
Il territorio interessato alla produzione del "Chianti Classico" può essere assimilato a una placca di forma rettangolare, incernierata dai Monti del Chianti che ne costituiscono il confine orientale; a nord i confini seguono il corso del fiume Greve, a ovest il fiume Pesa e Elsa, a sud le sorgenti dei fiumi Ombrone e Arbia.
Morfologicamente l'ambiente può essere definito un altipiano, trattandosi di un complesso collinare con quota base intorno ai 200 metri s.l.m. e una elevazione media non superiore, in generale, ai 600, scavato con pendenze non prolungate ma talvolta ripide. Geologicamente, il corpo della regione, articolato sui Monti del Chianti, è uno scudo di scisti argillosi (galestri) con inserimenti di argille scagliose alternate ad alberese e arenarie calcaree fini.
Il suolo è in genere poco profondo, recente, bruno, con struttura che va dall'argilloso-sabbioso, al ciottoloso con medie percentuali di argilla; chimicamente è caratterizzato da modesta quantità di sostanza organica, ridotta presenza in fosforo assimilabile, ben dotato di cationi scambiabili.
L'orografia collinare determina una notevole complessità della idrografia di superficie, con corsi d'acqua a regime torrentizio e un notevole difficoltà nel controllo delle acque anche in relazione a specifici andamenti pluviometrici.
Il clima è di tipo continentale, con temperature anche molto basse in inverno - al di sotto dei 4-5 °C, - ed estati siccitose e roventi, durante le quali non di rado si superano i 35 °C. Discrete sono le escursioni termiche nell'arco della giornata, anche a causa di un'altitudine piuttosto accentuata. Le precipitazioni annue si attestano attorno agli 800/900 millimetri di pioggia, con una certa prevalenza nel tardo autunno e in primavera.

## Storia
Il "Chianti" è una terra di antiche tradizioni vinicole di cui esistono testimonianze etrusche e romane.
Ma i primi documenti in cui con il nome Chianti si identifica una zona di produzione di vino (e anche il vino prodotto) risalgono al XIII secolo, e si riferiscono alla Lega del Chianti costituita a Firenze per regolare i rapporti amministrativi con i terzieri di Radda, Gaiole e Castellina (attualmente compresi nella zona di produzione del Chianti classico), produttori di un vino rosso a base di Sangiovese.
L'insegna della Lega del Chianti era un gallo nero in campo dorato, e questo simbolo è divenuto l'emblema del Consorzio del Chianti classico per la tutela dell'omonimo vino.
Al 1398 risale il primo documento notarile in cui il nome Chianti appare riferito al vino prodotto in questa zona. Già nel '600 le esportazioni in Inghilterra non erano più occasionali.
Il 24 settembre 1716 a Firenze il Granduca Cosimo III de' Medici emanò il Bando Sopra la Dichiarazione dé Confini delle quattro Regioni Chianti, Pomino, Carmignano, e Val d'Arno di Sopra, nel quale venivano specificati i confini delle zone entro le quali potevano essere prodotti i vini citati (in pratica una vera e propria anticipazione del concetto di Denominazione di Origine Controllata), e un Decreto con il quale istituiva una Congregazione di vigilanza sulla produzione, la spedizione, il controllo contro le frodi e il commercio dei vini (una sorta di progenitore dei Consorzi).
Dal bando di cui sopra: "...per il Chianti è restato determinato e sia. Dallo Spedaluzzo fino a Greve; di lì a Panzano, con tutta la Podesteria di Radda, che contiene tre terzi, cioè Radda, Gajole e Castellina, arrivando fino al confine dello Stato di Siena.... Quindi un territorio molto diverso da quello tracciato nel 1932 sia per il Chianti in generale sia per la allora sottozona Classico che comprendeva sì Radda, Gajole, e Castellina, ovvero il Chianti vero e proprio, ma anche molti altri comuni estranei alla geografia del Chianti.
Successivamente Ferdinando III di Toscana suddivise il Granducato di Toscana in comunità e province; la provincia del Chianti era costituita dalle comunità di Radda, Gaiole e Castellina, cioè la vecchia Lega del Chianti (i tre terzi di Radda di cui al bando del 1716), mentre Greve (dal 1972 Greve in Chianti) faceva parte del Valdarno.
(1833, Emanuele Repetti Dizionario Geografico Fisico Storico della Toscana)
I confini della zona geografica Chianti (che è altra cosa dai Monti del Chianti) sono, comunque, oggetto anche oggi di continue discussioni.
Fino a tutto il Settecento il vino della zona del Chianti veniva prodotto utilizzando solo le uve del vitigno sangiovese; dai primi anni dell'Ottocento si iniziò ad applicare la pratica di mescolare varietà diverse di uve per migliorare la qualità del vino prodotto.
In quel periodo vennero sperimentate varie miscele, ma fu il Barone Bettino Ricasoli intorno al 1840 a divulgare la composizione da lui ritenuta più idonea per ottenere un vino rosso piacevole, frizzante e di pronta beva e che sarebbe poi diventata la base della composizione ufficiale del vino Chianti: 70% di Sangioveto (denominazione locale per il Sangiovese), 15% di Canaiolo, 15% di Malvasia; e l'applicazione della pratica del governo all'uso Toscano; tale formula, alla quale successivamente venne aggiunto anche un vitigno a bacca bianca, il Trebbiano, viene utilizzata ancora oggi anche se non è più consentita per la DOCG "Chianti Classico".

## Disciplinare
Non essendo la produzione del territorio in grado di far fronte alla crescente domanda, si cominciò a produrre vino, con i sistemi e gli uvaggi utilizzati nel Chianti, anche nei territori limitrofi, ottenendo prodotti che, in un primo tempo, venivano chiamati all'"uso Chianti", e che in seguito, vennero addirittura venduti come Chianti tout court.
Il famoso vino prodotto nella zona geografica del Chianti veniva quindi "imitato" in altre parti della Toscana rendendo necessaria la creazione di un organismo che lo tutelasse dai plagi. A tale scopo il 14 maggio 1924 un gruppo di 33 produttori dà vita al Consorzio per la difesa del vino Chianti e della sua marca di origine. Nel 1932 un decreto interministeriale riconobbe al vino della zona di origine più antica Chianti il diritto di avvalersi della specificazione "Classico" in quanto prodotto nella zona storica. Fu quindi in questa occasione che per la prima volta venne definitiva la denominazione Chianti Classico.
Inizialmente il Chianti Classico non rientrava in una specifica Denominazione, ma era una sottodenominazione della più ampia Denominazione di Origine Controllata  (DOC) Chianti (autorizzata con il D.P.R. 9 agosto 1967), ed era riservata esclusivamente ai vini prodotti nella sottozona Classico.
La Denominazione di Origine Controllata e Garantita (DOCG) Chianti è stata autorizzata con D.P.R. 2 luglio 1984 e successive modificazioni. In quell'autorizzazione vi era un solo disciplinare di produzione che contemplava tutte le sottozone, compresa quindi la Classico.
A conclusione di un iter durato 70 anni con il decreto 5 agosto 1996 al vino Chianti Classico viene riconosciuta la propria autonomia dal Chianti generico con un disciplinare specifico. Pertanto, il Chianti Classico dal 1996 non è più sottozona della denominazione Chianti ma è denominazione a sé. I produttori di questa denominazione hanno sempre privilegiato l'utilizzo del vitigno autoctono Sangiovese, tanto che il vino Chianti Classico può essere prodotto anche con il 100% di questo vitigno perpetuando il mantenimento di tecniche colturali che non modificano le caratteristiche dell'uva. A questo proposito nel 1987 ha avuto inizio un progetto di ricerca denominato "Chianti Classico 2000" che ha selezionato e omologato nuovi cloni di Sangiovese e Colorino.
La gestione della denominazione è assegnata e assicurata dal Consorzio del Vino Chianti Classico fondato nel 1924, il primo in Italia, organismo che racchiude tutte le categorie produttive (viticoltori, vinificatori, imbottigliatori) ed è rappresentativo del 90% della produzione medesima.
| Disciplinari Chianti e Chianti Classico comparati nei loro dati principali (Fonte: Mipaaf - Disciplinari di produzione.) | Disciplinari Chianti e Chianti Classico comparati nei loro dati principali (Fonte: Mipaaf - Disciplinari di produzione.) | Disciplinari Chianti e Chianti Classico comparati nei loro dati principali (Fonte: Mipaaf - Disciplinari di produzione.) | Disciplinari Chianti e Chianti Classico comparati nei loro dati principali (Fonte: Mipaaf - Disciplinari di produzione.) | Disciplinari Chianti e Chianti Classico comparati nei loro dati principali (Fonte: Mipaaf - Disciplinari di produzione.) | Disciplinari Chianti e Chianti Classico comparati nei loro dati principali (Fonte: Mipaaf - Disciplinari di produzione.) | Disciplinari Chianti e Chianti Classico comparati nei loro dati principali (Fonte: Mipaaf - Disciplinari di produzione.) | Disciplinari Chianti e Chianti Classico comparati nei loro dati principali (Fonte: Mipaaf - Disciplinari di produzione.) | Disciplinari Chianti e Chianti Classico comparati nei loro dati principali (Fonte: Mipaaf - Disciplinari di produzione.) | Disciplinari Chianti e Chianti Classico comparati nei loro dati principali (Fonte: Mipaaf - Disciplinari di produzione.) | Disciplinari Chianti e Chianti Classico comparati nei loro dati principali (Fonte: Mipaaf - Disciplinari di produzione.) |
| | Chianti | Chianti Classico | Colli Aretini | Colli Fiorentini | Colli Senesi | Colline Pisane | Montalbano | Montespertoli | Rùfina | Superiore |
| --- | --- | --- | --- | --- | --- | --- | --- | --- | --- | --- |
| Max. prod. uva (t/ha) | 9,0 | 7,5 | 8,0 | 8,0 | 8,0 | 8,0 | 8,0 | 8,0 | 8,0 | 7,5 |
| Max. prod. uva (kg/ceppo)                                                                                                | 3,0 | 2,0 | 3,0 | 3,0 | 3,0 | 3,0 | 3,0 | 3,0 | 3,0 | 3,0 |
| Numero minimo ceppi/ha                                                                                                   | 4 000 | 4 400 | 4 000 | 4 000 | 4 000 | 4 000 | 4 000 | 4 000 | 4 000 | 4 000 |
| Età minima del vigneto (anni)                                                                                            | 3 | 3 | 3 | 3 | 3 | 3 | 3 | 3 | 3 | 3 |
| Resa uva/vino (%) | 70 | 70 | 70 | 70 | 70 | 70 | 70 | 70 | 70 | 70 |
| Titolo alcolometrico naturale minimo (%)                                                                                 | 10,5 | 11,5 | 11,0 | 11,0 | 11,5 | 11,0 | 11,0 | 11,0 | 11,0 | 11,5 |
| Estratto non riduttore minimo (g/l)                                                                                      | 20 | 23 | 21 | 21 | 21 | 21 | 21 | 21 | 21 | 22 |
| Titolo alcolometrico totale minimo (%)                                                                                   | 11,5 | 12,0 | 11,5 | 12,0 | 12,0 | 11,5 | 11,5 | 12,0 | 12,0 | 12,0 |
| Acidità totale minima (g/l)                                                                                              | 4,5 | 4,5 | 4,5 | 4,5 | 4,5 | 4,5 | 4,5 | 4,5 | 4,5 | 4,5 |
| Invecchiamento minimo vino (mesi dal 1º gennaio)                                                                         | 3 | 10 | 3 | 9 | 3 | 3 | 3 | 6 | 9 | 9 |

Precedentemente all'attuale disciplinare questa DOCG era stata:
- Approvata come DOC con DPR 09.08.1967 (GU 217 - 30.08.1967)
- Approvata come DOCG con DPR 02.07.1984 (GU 290 - 20.10.1984)
- Modificata con DM 08.01.1996 (GU 25 - 31.01.1996)
- Modificata con DM 05.08.1996 (GU 219 -18.09.1996)
- Modificata con DM 15.03.1999 (GU 65 - 19.03.1999)
- Modificata con DM 08.08.2001 (GU 205 - 04.09.2001)
- Modificata con DM 20.09.2001 (GU 229 - 02.10.2001)
- Modificata con DM 16.05.2002 (GU 127 - 01.06.2002)
- Modificata con DM 15.09.2005 (GU 227 - 21.09.2005)
- Modificata con DM 25.01.2007 (GU 30 - 06.02.2007)
- Modificata con DM 10.12.2007 (GU 290 - 14.12.2007)
- Modificata con DM 10.06.2010 (GU 150 - 30.06.2010)
- Modificata con DM 30.11.2011 (Pubblicato sul sito ufficiale del Mipaaf Sezione Qualità e Sicurezza - Vini DOP e IGP)[2]

Il disciplinare del 1984 prevedeva:
- Resa in uva: massimo 75 q/ha (7,5 t/ha) con un massimo per ceppo di 3 kg
- Resa dell'uva in vino: massimo 70,0%
- Titolo alcolometrico naturale dell'uva: minimo 11,5%
- Titolo alcolometrico totale del vino: minimo 12,0%
- Estratto non riduttore: minimo 23,0‰
- vitigno:
  - Sangiovese: 80.0% - 100.0%
  - Trebbiano toscano e Malvasia toscana: 0.0% - 6.0% (fino al 2005)
  - Altre uve a bacca rossa: fino al 20.0% (Tra le altre uve a bacca rossa raccomandate o autorizzate per la zona di produzione, figuravano sia vitigni cosiddetti autoctoni come il Canaiolo ed il Colorino, sia internazionali come il Cabernet-Sauvignon ed il Merlot).
- limpidezza: limpido;
- colore: rubino vivace, tendente al granato con l'invecchiamento;
- odore: vinoso, con profumo di mammola e con pronunziato carattere di finezza nella fase di invecchiamento;
- sapore: armonico, asciutto, sapido, leggermente tannico, che si affina col tempo al morbido vellutato.

Il disciplinare del 2010 non si discostava da quello del 2011.

### Bottiglie

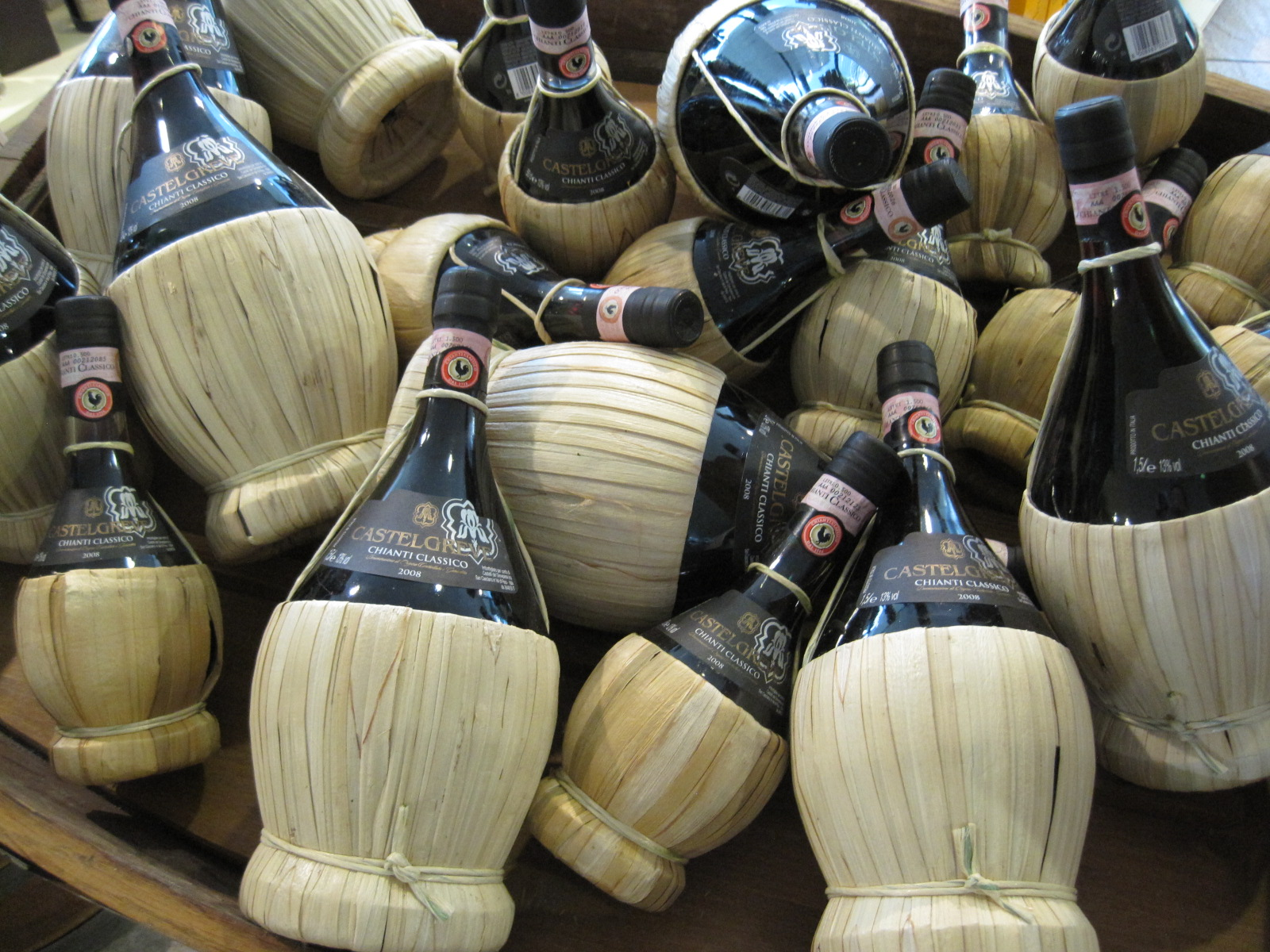
Fiaschi di Chianti classico

Per i vini Chianti Classico è consentita l'immissione al consumo soltanto in bottiglie di vetro di tipo bordolese e, ma non per la tipologia Riserva, in fiaschi del tipo tradizionale all'uso toscano.
Per il confezionamento del vino Chianti Classico deve essere usato esclusivamente il tappo di sughero raso bocca della bottiglia; fanno eccezione i recipienti con tappi a corona o capsule a strappo per le capacità fino a 0,250 litri.

### Varie
Nella designazione del vino Chianti Classico può essere utilizzata la menzione vigna. Non è consentita la produzione di vino Chianti Superiore da vigneti iscritti all'albo del Chianti Classico.

## Abbinamenti consigliati
È un vino adatto a tutte le pietanze, ma in modo particolare per primi piatti saporiti, arrosti, il pollame, la lepre ed i formaggi stagionati ma non piccanti. Si serve a 16-18 °C di temperatura, stappando la bottiglia due ore prima di consumarlo. Viene inoltre utilizzato nella preparazione del peposo, un piatto tipico toscano.

## Produzione
| Produzione 2004 (Fonte: Unione Italiana Vini.) | Produzione 2004 (Fonte: Unione Italiana Vini.) | Produzione 2004 (Fonte: Unione Italiana Vini.) | Produzione 2004 (Fonte: Unione Italiana Vini.) |
|                                                | Classico                                       | totale Chianti                                 | Classico / totale Chianti                      |
| ---------------------------------------------- | ---------------------------------------------- | ---------------------------------------------- | ---------------------------------------------- |
| Superficie iscritta in ha                      | 6 940,02                                       | 22 395,03                                      | 30,99 %                                        |
| Produzione vino in hl                          | 232 594,13                                     | 1 055 262,42                                   | 22,04 %                                        |

| Produzione annuale in ettolitri | Produzione annuale in ettolitri | Produzione annuale in ettolitri | Produzione annuale in ettolitri |
| Fonte: Consorzio Vino Chianti Classico (dal 1997). URL consultato il 15 febbraio 2018 (archiviato dall'url originale il 29 marzo 2012). | Fonte: Consorzio Vino Chianti Classico (dal 1997). URL consultato il 15 febbraio 2018 (archiviato dall'url originale il 29 marzo 2012). | Fonte: Consorzio Vino Chianti Classico (dal 1997). URL consultato il 15 febbraio 2018 (archiviato dall'url originale il 29 marzo 2012). | Fonte: Consorzio Vino Chianti Classico (dal 1997). URL consultato il 15 febbraio 2018 (archiviato dall'url originale il 29 marzo 2012). |
| Annata | Firenze | Siena | Totale |
| --- | --- | --- | --- |
| 1990 | 79 313 | 173 003 | 252 316 |
| 1991 | 73 551 | 147 720 | 221 270 |
| 1992 | 108 062 | 160 265 | 268 327 |
| 1993 | 101 752 | 134 334 | 236 086 |
| 1994 | 116 767 | 157 144 | 273 910 |
| 1995 | 114 040 | 136 485 | 250 525 |
| 1996 | 118 767 | 110 962 | 229 729 |
| 1997 | | | 268 000 |
| 1998 | | | 296 000 |
| 1999 | | | 300 000 |
| 2000 | | | 291 000 |
| 2001 | | | 263 000 |
| 2002 | | | 269 000 |
| 2003 | | | 242 000 |
| 2004 | | | 251 000 |
| 2005 | | | 258 000 |
| 2006 | | | 284 000 |
| 2007 | | | 280 000 |
| 2008 | | | 268 100 |
| 2009 | | | 295 000 |
| 2010 | | | 265 000 |

Tabella delle annate del Chianti Classico
| - 1995 * * * * * - 1996 * * * * - 1997 * * * * * - 1998 * * * * - 1999 * * * * * - 2000 * * * * - 2001 * * * * * - 2002 * * - 2003 * * * * - 2004 * * * * * - 2005 * * * / * * * * - 2006 * * * * * - 2007 - 2008 - 2009 |  | - 2010 Legenda - * * * * * Eccellente - * * * * Ottima - * * * Pregevole - * * Mediocre - * Insufficiente |

## Chianti Classico Riserva e Gran Selezione
Il vino Chianti classico, se sottoposto ad almeno due anni di invecchiamento, di cui almeno tre mesi di affinamento in bottiglia, può aver diritto alla qualifica Riserva purché, all'atto dell'immissione al consumo, abbia un titolo alcolometrico volumico totale minimo del 12,5%.
Il periodo di invecchiamento viene calcolato a decorrere dal 1º gennaio successivo all'annata di raccolta delle uve.
Il Chianti Classico Riserva è ideale con i grandi arrosti. Va servito a 16-18 °C di temperatura, stappando la bottiglia due ore prima di consumarlo.
Nel gennaio 2013 è stata approvata una modifica al disciplinare di produzione che ha introdotto la denominazione Gran Selezione. La Gran Selezione è un vino prodotto da uve di esclusiva pertinenza aziendale, coltivate nei vigneti più vocati e con regole severe.
Oltre a prevedere caratteristiche chimiche e organolettiche idonee a vini di elevata qualità, la Gran Selezione può essere commercializzata solo dopo un invecchiamento minimo di 30 mesi ed un periodo obbligatorio di affinamento in bottiglia di minimo 3 mesi.